# Zoanthus xishaensis
Zoanthus xishaensis är en korallart som beskrevs av Zunan 1998. Zoanthus xishaensis ingår i släktet Zoanthus och familjen Zoanthidae. Inga underarter finns listade i Catalogue of Life.